# Léon Kossovitch
Léon Kossovitch (Berlim, 1942) é um professor universitário, crítico e filósofo da arte brasileiro, nascido na Alemanha. Sua principal área de docência e pesquisa é a Estética.
Graduado em Engenharia Civil (1965) pela Escola de Engenharia do Triângulo Mineiro (atual Universidade de Uberaba), trabalhou como engenheiro em diversas obras residenciais em São Paulo. Posteriormente, graduou-se em Filosofia (1969) na Universidade de São Paulo e, na mesma universidade, obteve os graus de mestre, em 1970, com  a dissertação Força e Retorno em Nietzsche, sob a orientação de Marilena Chaui. No mesmo ano, a professora Gilda de Mello e Souza o convida a lecionar no curso de filosofia da USP, num momento especialmente difícil para a Universidade, já que a aposentadoria compulsória de vários professores, por força do AI-5, colocava em risco a própria sobrevivência do Departamento de Filosofia.
Em 1972, segue para a França, para realizar o doutorado, sob a supervisão de Jean-Toussaint Desanti. Todavia foram os cursos de Jean-Pierre Vernant, Roland Barthes, Michel Foucault e Gilles Deleuze, assim como a amizade com Jean-François Lyotard e Jacques Rancière, que mais o marcaram.
Em 1974, de volta ao Brasil, retoma suas aulas no Departamento de Filosofia da USP, assumindo diversas disciplinas - desde Filosofia Antiga (Plotino), Filosofia Moderna (Descartes, Leibniz, Rousseau) e Filosofia Contemporânea (Nietzsche). A partir de 1978, assume a disciplina de Estética, para o curso de graduação, e, a partir de 1983, para os cursos de pós-graduação.
Obteve o título de doutor, pela USP, em 1982, com a tese Condillac - Lúcido e Translúcido, também sob a orientação de Marilena Chaui. Desde 1970 é professor do Departamento de Filosofia da Faculdade de Filosofia, Letras e Ciências Humanas da USP. 
Em 2021, tornou-se Professor Emérito do Departamento de Filosofia da FFLCH-USP.

## Trabalhos publicados

### Livros
- Condillac - Lúcido e Translúcido (prefácio de João Adolfo Hansen). São Paulo: Ateliê, 2011.
- Gravura: arte brasileira no Século XX (com Mayra Laudanna e Ricardo Resende).  São Paulo: Itaú Cultural/ Cosac & Naify, 2000.
- Hélio Cabral. Coleção Artistas Brasileiros, 3.  Edusp, 1995. ISBN 85-314-0317-0.
- Signos e poderes em Nietzsche. São Paulo: Ática, 1979. 2ª ed. Rio de Janeiro: Azougue, 2004.

### Artigos e capítulos de livros
Leon Kossovitch é autor de capítulos e prefácios de vários livros, além de inúmeros artigos publicados em periódicos acadêmicos e jornais, destacando-se: 
- "A emancipação da cor". In: Adauto Novaes. (Org.). O Olhar. 1ª ed. São Paulo: Companhia das Letras, 1989, v. 1, p. 183-215.
- "Contra a idéia de Renascimento". In: Adauto Novaes. (Org.). Artepensamento. 1ª ed. São Paulo: Companhia das Letras, 1994, v. , p. 59-68.
- "Apresentação". In: Leon Battista Alberti. (Org.). Da Pintura. 2ª ed. Campinas: Editora da UNICAMP, 1999, v. , p. 9-33.
- "Apresentação". In: Raphael Galvez 1907/1998. In: Mayra Laudanna. (Org.). Raphael Galvez 1907/1998. 1ª ed. São Paulo: Momesso Edições de Artes, 1999, v. 1.
- "O sentido da renascença". In: Milton Meira do Nascimento. (Org.). Estudos de iconologia. 1ª ed. São Paulo: Estampa, 2001, v. 1, p. 148-150.
- "Introdução". In: Madalena Hashimoto Cordaro. (Org.). Pintura e escritura do mundo flutuante: Hishikawa Moronobu e Ukiyou-e Ihara Saikaku e Ukiyo-zôshi. 1ª ed. São Paulo: Hedra, 2002, v. 1, p. 5-15.
- Prefácio - "A partir dos anos 1970, a arte se reapresentava, avançando sem sobressaltos". In: Ricardo Nascimento Fabbrini (org.). A arte depois das vanguardas. 1ª ed. Campinas: Editora da UNICAMP, 2002, p. 11-22.
- "La discontinuité et l'histoire de l'art". In: Jean Galard (org.). Ruptures: De la discontinuité dans la vie artistique. 1ª ed. Paris: Musée du Louvre, 2002, p. 303-339.
- "Crônica artística". In: Mayra Laudanna (org.). Maria Bonomi: da gravura à arte pública. São Paulo: Editora da Universidade de São Paulo, Imprensa Oficial do Estado de São Paulo, 2007, p. 311-380.
- "A gráfica recente de Nardin". In: Ermelindo Nardin. São Paulo: Editora da Universidade (Edusp), 2008, p. 143-171.